# Očura (Lepoglava)
Očura is een plaats in de gemeente Lepoglava in de Kroatische provincie Varaždin. De plaats telt 244 inwoners (2001).